# AOC Blaye
Blaye es un vino con appellation d'origine contrôlée (denominación de origen controlada) de la región vinícola de Burdeos, en Francia. Sólo tienen derecho a la denominación "Blaye", los vinos tintos y blancos que se realicen en el interior de los cantones de Blaye, Saint-Savin-de-Blaye y Saint-Ciers-sur-Gironde. El AOC Blaye está regulado por el decreto n°2009-1766 de 29 de diciembre de 2009. La denominación de origen fue otorgada, originalmente desde el 11 de septiembre de 1936.

## Área territorial
En total, forman parte del dicha denominación de origen las siguientes comunas de la Gironda: Anglade, Berson, Blaye, Braud-et-Saint-Louis, Campugnan, Cars, Cartelègue, Cavignac, Cézac, Civrac-de-Blaye, Cubnezais, Donnezac, Étauliers, Eyrans, Fours, Générac, Laruscade, Marcenais, Marcillac, Marsas, Mazion, Plassac, Pleine-Selve, Pugnac, Reignac, Saint-Androny, Saint-Aubin-de-Blaye, Saint-Caprais-de-Blaye, Saint-Christoly-de-Blaye, Saint-Ciers-sur-Gironde, Saint-Genès-de-Blaye, Saint-Girons-d'Aiguevives, Saint-Mariens, Saint-Martin-Lacaussade, Saint-Palais, Saint-Paul, Saint-Savin, Saint-Seurin-de-Cursac, Saint-Vivien-de-Blaye, Saint-Yzan-de-Soudiac y Saugon. 

## Variedades
Los vinos tintos usan las variedades siguientes: cabernet, merlot, malbec, prelongeau, cahors, béguignol y verdot. Los vinos blancos usan un ensamblaje de al menos dos de las siguientes variedades: 
- Variedad principal: ugni blanc (B). El porcentaje de esta variedad debe ser superior o igual al 90%;
- Variedades secundarias: colombard (B), semillón (B), sauvignon (B), muscadelle (B) y chenin (B). La variedad chenin está autorizada hasta el año 2025.